# 오사카시 교통국 70계 전동차
오사카 시 교통국 70계 전동차(일본어: 大阪市交通局70系電車)는 1990년 3월 20일부터 운행하고 있는 오사카 지하철 나가호리쓰루미료쿠치 선의 리니어 메트로 전동차이다.
80계는 이마자토스지 선에 도입하기 위해 70계를 기반으로 제작했다.
2007년의 예산으로 2010년도까지 나가호리쓰루미료쿠치 선 각 역에서 플랫폼으로 이동식 홈 게이트 설치를 검토되고있다. 이에 따라 차량의 이동식 홈 게이트 해당 공사를 시작할 예정이다.

## 사진

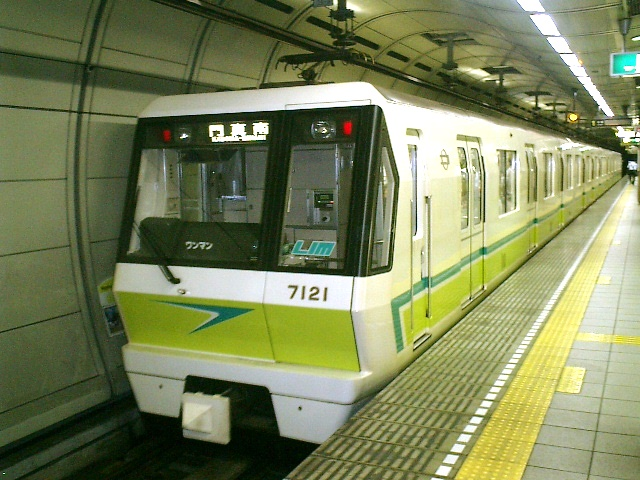
70계 후기차. 모리노미야역에서